# Nakensnäckor
Nakensnäckor (Nudibranchia) är en systematisk grupp bland de bakgälade snäckorna (Opisthobranchia) som i sin tur tillhör underklassen Orthogastropoda. De listas beroende på systematik som ordning eller underordning. I gruppen finns omkring 3 000 kända arter som alla lever i havet.

## Beskrivning
Dessa snäckor saknar som många andra bakgälade snäckor både skal och operculum. De andas genom huden, vars yta ofta förstorats genom särskilda utväxter (kallade cerata) som liknar gälar på ryggsidan. Vissa arter som livnär sig på hydrozoer kan lagra dessas nässelceller i huden som försvarsmekanism.
Storleken varierar mellan 4 mm och 60 cm. De förekommer i alla hav och är ofta mycket färgglada (varningsfärg). De flesta arter lever i varma havsområden på grunt vatten. Ofta finns ett par tentakler på huvudet och flera mask- eller fjäderformiga bihang vid kroppen. Ögonen är täckta av hud, och det antas att dessa snäckor bara kan skilja mellan ljus och mörker. Alla nakensnäckor är hermafroditer, men saknar förmåga att befrukta sig själva.
Dessa snäckor livnär sig av andra blötdjur, svampdjur, koralldjur och mossdjur. I vissa fall är de specialiserade på en enskild art eller typ av byte, som till exempel violsnäckan, som uteslutande äter hydrozoer. En del nakensnäckor äter andra arter av nakensnäcka, och hos vissa arter förekommer kannibalism. Vissa arter är specialiserade på att livnära sig på manteldjur.

## Utbredning
Totalt finns omkring 3 000 kända arter nakensnäckor. De lever alla i havet. Av nakensnäckor förekommer 90 arter i svenska vatten.

## Bildgalleri

Ett urval av nakensnäckor
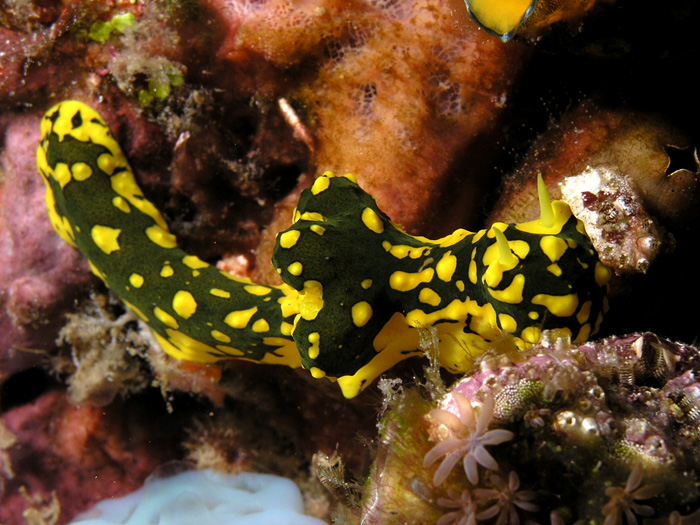
Aegires gardineri
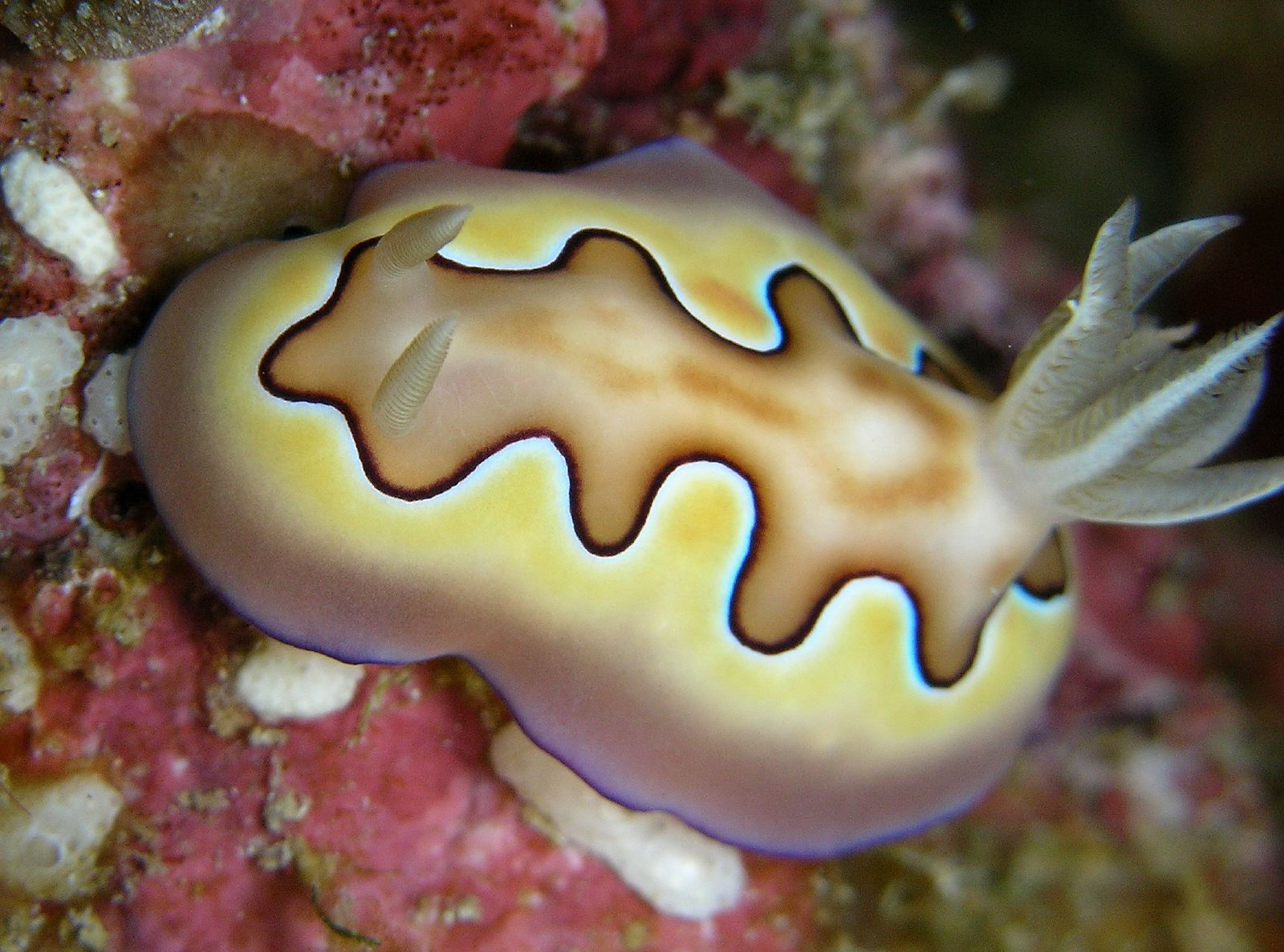
Chromodoris coi
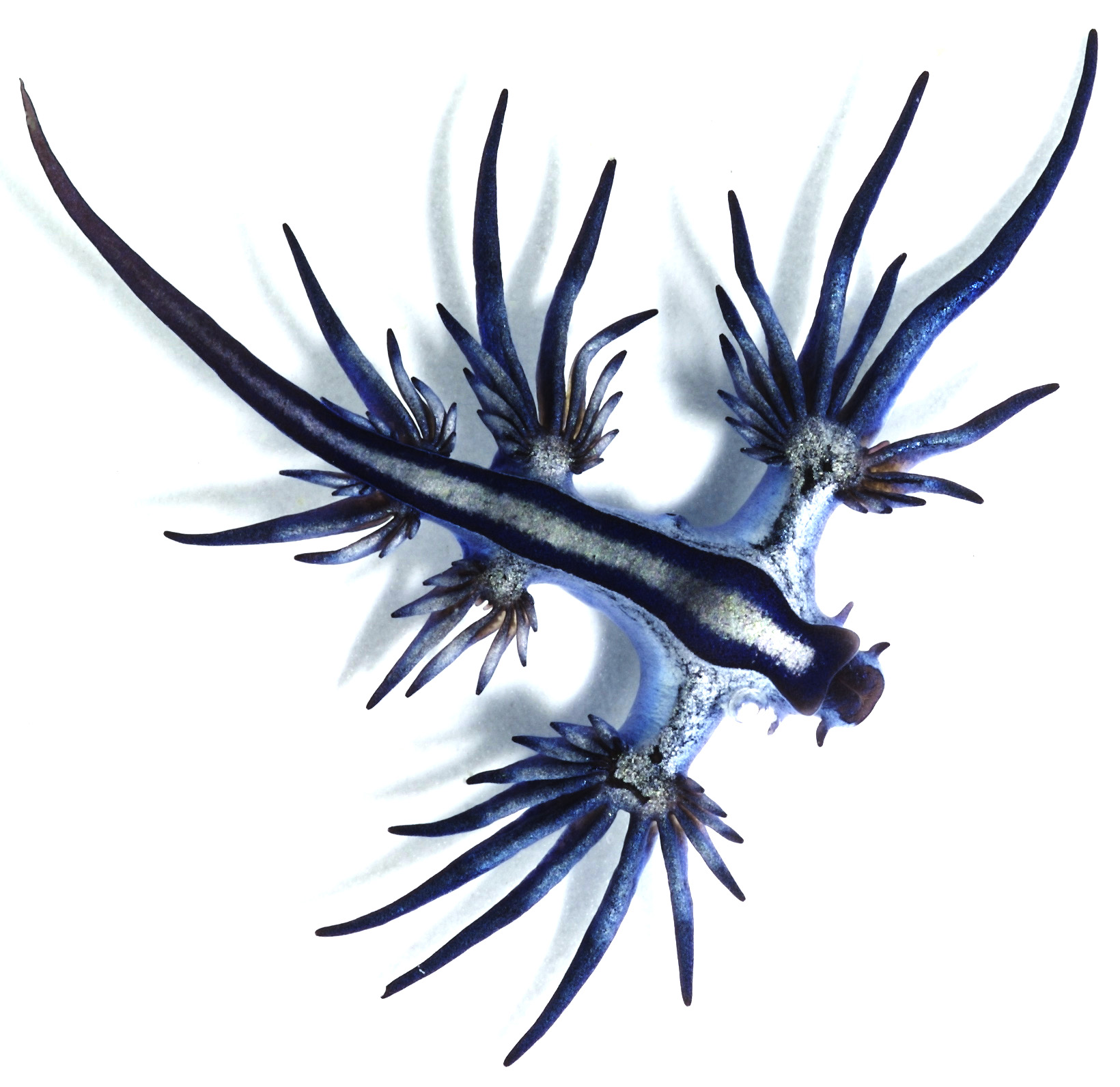
Glaucus atlanticus, violsnäcka
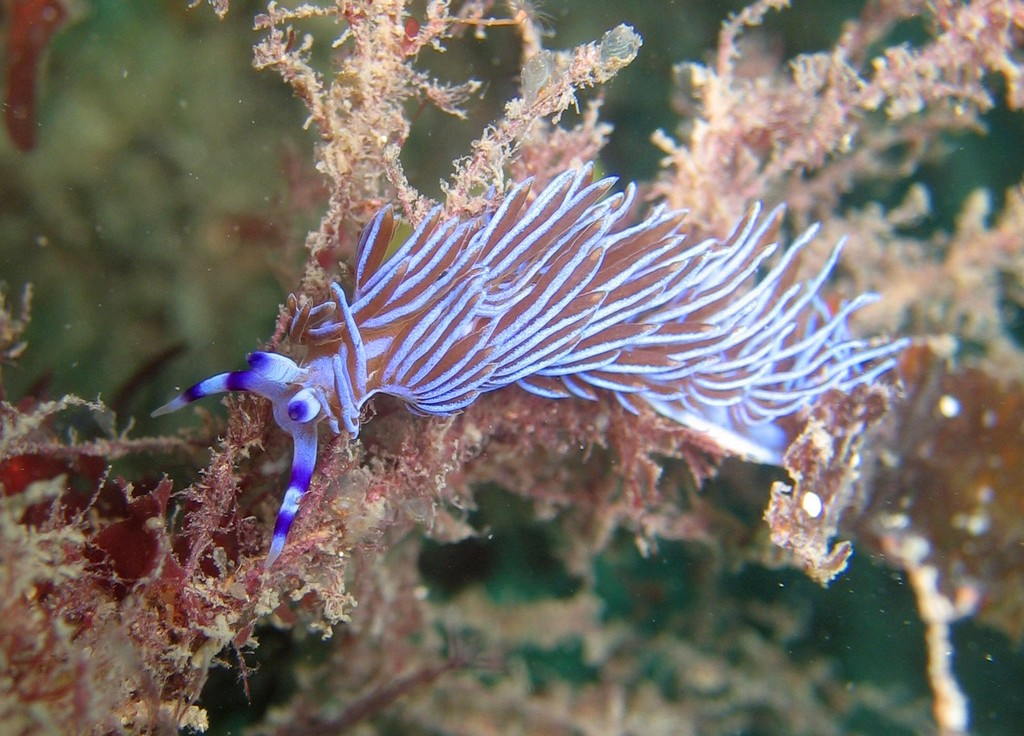
Pteraeolidia ianthina
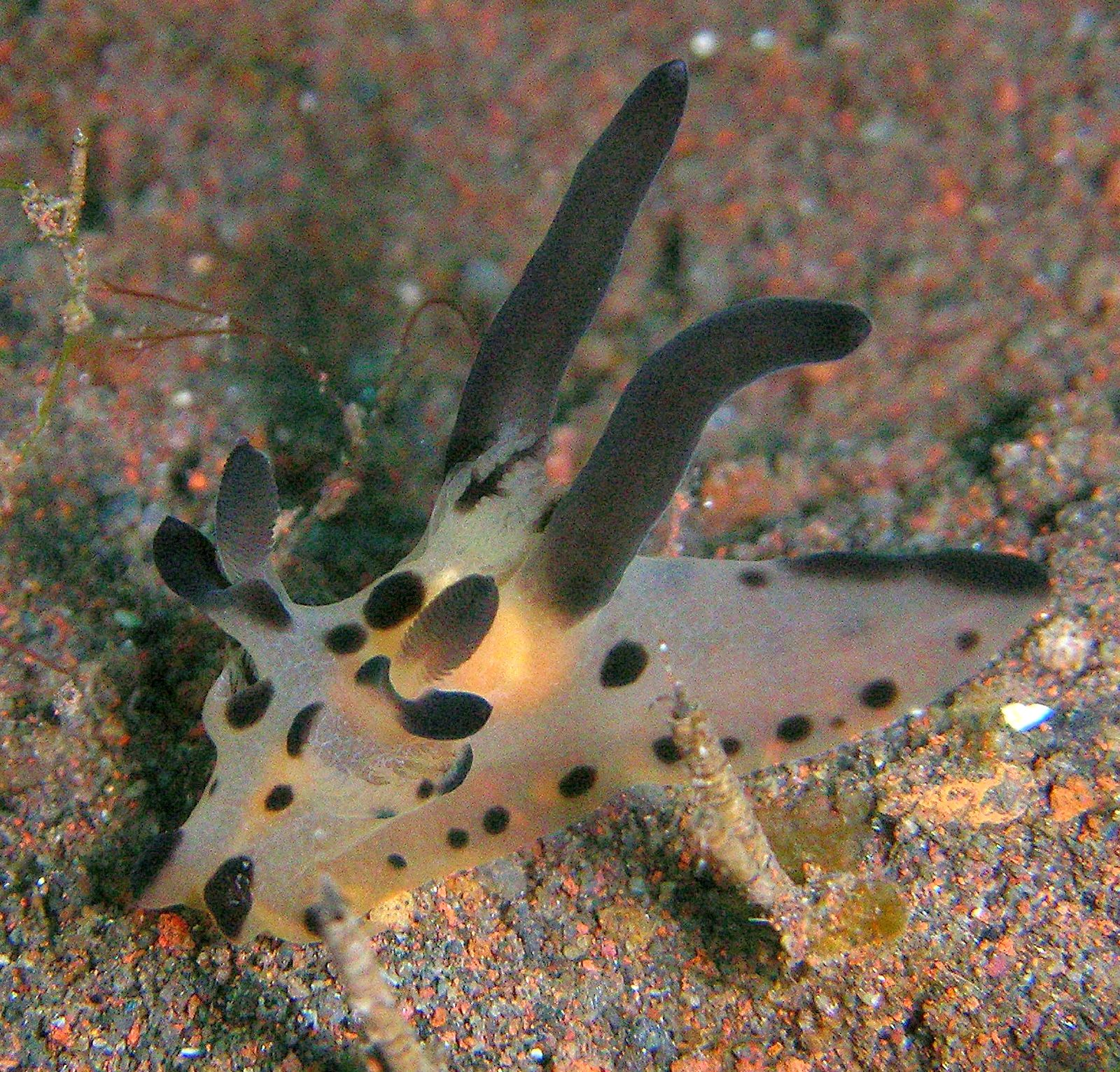
Thecacera spec.
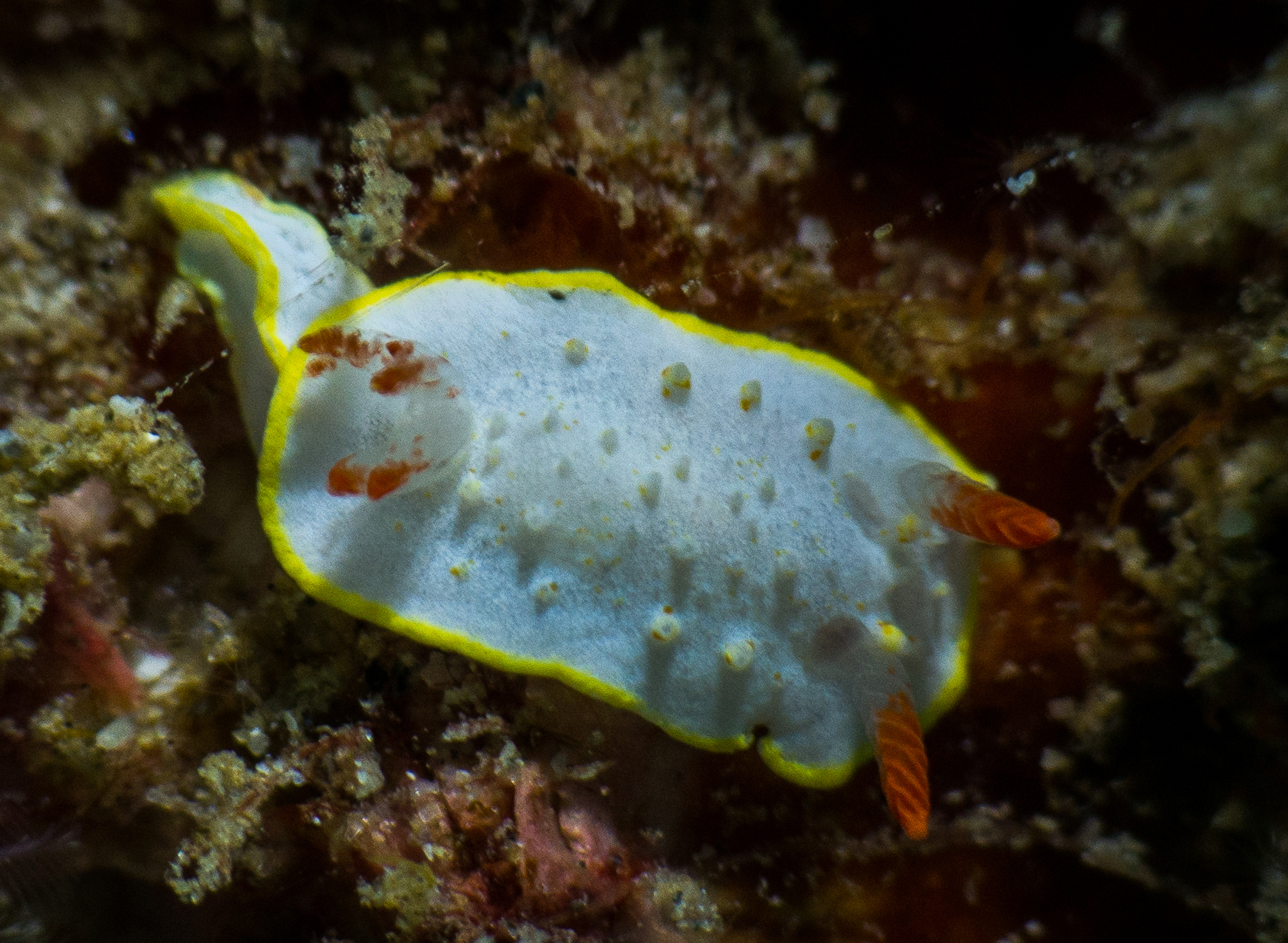
Diaphorodoris olakhalafi